# Tiberius Claudius Donatus

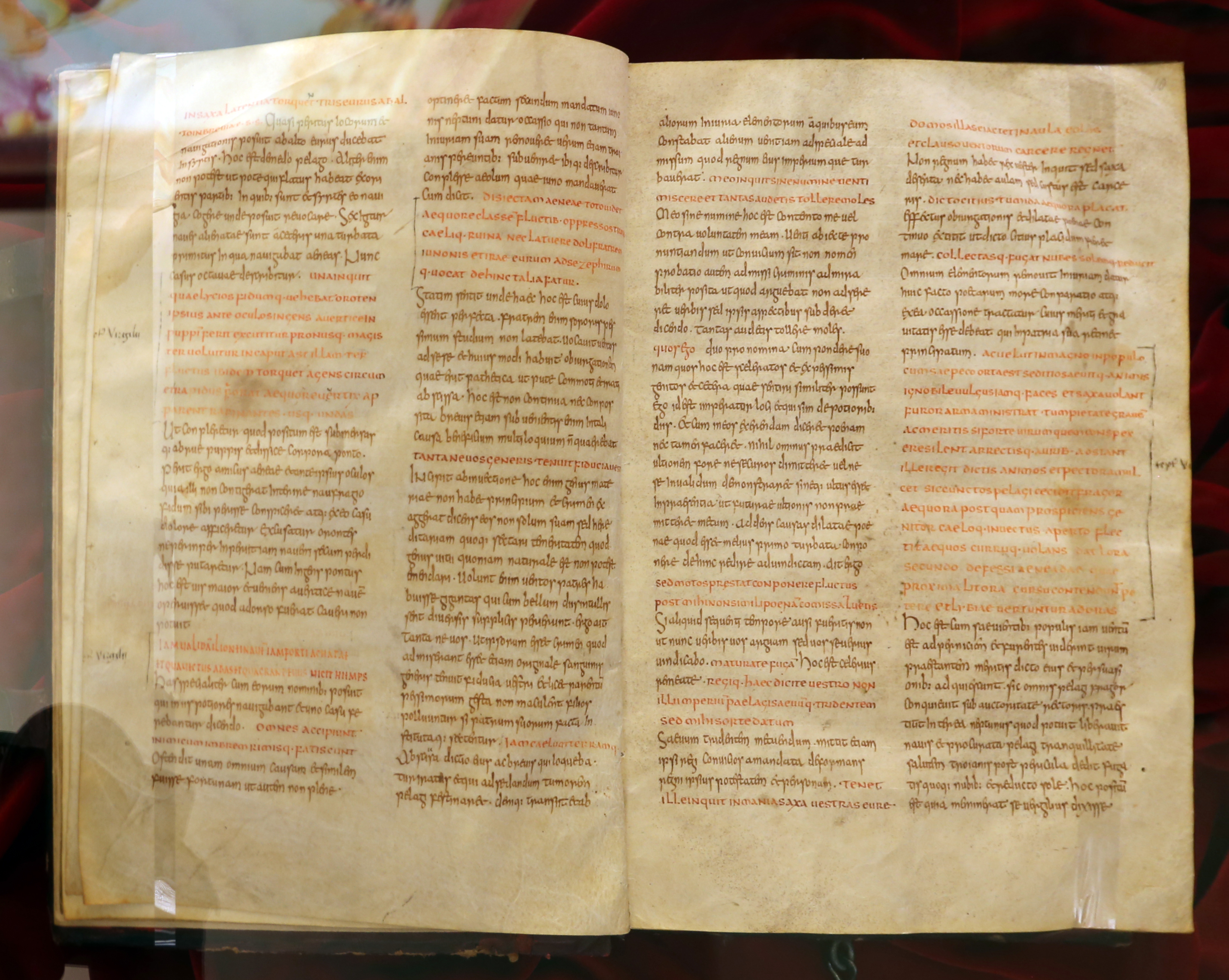
Interpretationes Vergilianae

Tiberius Claudius Donatus (4. század) késő ókori latin nyelvész.
Életéről és munkásságáról kevés adat ismert. Három műve maradt fenn a későbbi időkre, így:
- fiához, Donatianushoz intézett Aeneis-magyarázat;
- Aelius Donatus Arsához írt magyarázat;
- a különböző metrumok áttekintése (De centum metris).